# حباك هولوب
حباك هولوب (الاسم العلمي: Ploceus xanthops) نوع من الطيور الصغيرة من فصيلة الحباك، متوطن في أنغولا، بوتسوانا، بوروندي، جمهورية الكونغو، جمهورية الكونغو الديمقراطية، الغابون، كينيا، مالاوي، موزمبيق، ناميبيا، رواندا، جنوب أفريقيا، سوازيلاند، تنزانيا، أوغندا، زامبيا وزيمبابوي.